# Margarete Steiff
Apollonia Margarete Steiff ou plus simplement Margarete Steiff, née le 24 juillet 1847 à Giengen an der Brenz et morte le 9 mai 1909 dans la même ville, fut la fondatrice de la marque de jouet Steiff.

## Biographie
Margarete Steiff, née à Giengen, est la troisième des quatre enfants des époux Friedrich et Maria Margarete Steiff. Âgée de un an et demi, elle tombe gravement malade et est en partie paralysée ; on diagnostique plus tard une poliomyélite. La maladie n'empêche pas Margarete de devenir une enfant joyeuse avec des notes supérieures à la moyenne et une grande capacité d'organisation. Elle subit une opération durant l'été 1856, sans aucun succès. Toutefois pendant son long séjour de convalescence à Ludwigsbourg et Wildbad et malgré des difficultés dues à sa paralysie partielle, elle prend des cours de couture, contre la volonté de ses parents. De retour chez elle, elle commence à gagner sa vie comme couturière.
Pour faciliter la vie de Margarete et de ses deux sœurs, Friedrich Steiff aménage dans la maison familiale un atelier de couture. En 1874, Margarete est la première dans la ville à s'acheter une machine à coudre et, bien qu'elle ne puisse s'en servir que du côté gauche à cause de sa paralysie, Margarete devient rapidement très productive et les commandes se font de plus en plus importantes. Elle fonde en 1877, sur les conseils d'un cousin parent par alliance (Wilhelm Adolf Glatz) une affaire de feutre, une petite entreprise avec plusieurs couturières employées.
En 1880, elle découvre dans une revue une image d'éléphant qui l'inspire et fait avec ses couturières des coussins d'aiguilles sous la forme d'éléphant pour le marché d'Heidenheimer. Ces éléphants sont un succès avec les enfants, de sorte que d'autres animaux sont également produits. En 1892, un premier catalogue est imprimé, et en 1893, le chiffre d'affaires des jouets atteint déjà 16 000 marks. En 1901, les jouets Steiff s'exportent aux États-Unis, et le chiffre d'affaires s'élève à plus de 180 000 marks.
Richard Steiff, son neveu qui faisait partie de l'entreprise familiale, crée en 1902 l'ours en peluche (l'invention est attribuée aussi à d'autres personnes), considéré comme le produit phare des Jouets Steiff. D'abord infructueux, ce n'est qu'à la fin de la foire du jouet de Leipzig que 3 000 unités sont vendues.
Seulement cinq ans plus tard, en 1907, un million d'ours sont produits pour l'étranger. Entre-temps, les fils de Richard Steiff prennent en charge la direction de l'entreprise ; toutefois Margarete veille sur la qualité de la production et maintient un contact avec ses collaborateurs. Des ours en peluche sont également produits par d'autres entreprises, c'est pourquoi Franz Steiff invente en 1904 le « bouton dans l'oreille », un signe distinctif du produit, qui devient une marque protégée, encore en 2014.
De 1903 à 1907, la production des ours en peluche augmente pour atteindre 1 700 000 unités et Steiff emploie 400 travailleurs à l'usine et 1 800 employées à domicile. Pendant la crise économique en Amérique, en 1908, beaucoup de commandes sont annulées, ce qui affecte la santé de Margarete.
Margarete Steiff meurt le 9 mai 1909 à l'âge de 61 ans à la suite d'une inflammation pulmonaire.

## Filmographie
- Margarete Steiff, Xaver Schwarzenberger avec Heike Makatsch, Universum Film AG, 2005, en partenariat avec Arte.